# Partito d’Azione
Die Aktionspartei (Partito d’Azione, Pd’A) war zwischen Juli 1942 und 1946 eine italienische Partei. 

## Geschichte
Die Pd’A war eine Partei in der Tradition Giuseppe Mazzinis und des Risorgimento. Gegründet wurde sie im Juli 1942 von ehemaligen Mitgliedern von Giustizia e Libertà („Gerechtigkeit und Freiheit“), liberalen Sozialisten und Demokraten. Ideologisch war sie ein Erbe des „liberalen Sozialismus“ Carlo Rossellis und Piero Gobettis „liberaler Revolution“. Dessen Schriften lehnten den marxistischen „ökonomischen Determinismus“ ab und zielten auf das Überwinden des Klassenkampfs und für eine „neue“ Richtung des Sozialismus, Respekt für bürgerliche Freiheit und für eine radikale Veränderung der sozialen und ökonomischen Struktur Italiens.
Seit Januar 1943 gab sie das geheime Parteiorgan „Freies Italien“ heraus. Wichtige Mitglieder des CLN waren in der Partei organisiert und nahmen in den Einheiten der Giustizia e Libertà („Gerechtigkeit und Freiheit“) unter dem Kommando von Ferruccio Parri am italienischen Widerstand teil. Die Pd’A war klar anti-monarchistisch positioniert und trat damit in Opposition zu Palmiro Togliatti und der Kommunistischen Partei Italiens (Partito Comunista Italiano, PCI) bzw. deren Wende von Salerno, die im Vorfeld des Referendums von 1946 im Sinne der Einbindung in eine Allparteienregierung auf die Forderung nach umfassenden gesellschaftlichen Reformen verzichtet hatte. 
In der direkten Nachkriegszeit war die Pd’A an der Regierung beteiligt und stellte mit Ferruccio Parri den Ministerpräsidenten (Juni bis November 1945). Ein interner Konflikt zwischen der demokratisch-reformistischen Linie um Ugo La Malfa und der sozialistischen Gruppe um Emilio Lussu führte zusammen mit der Wahlniederlage 1946 zur Auflösung der Partei. Die Mehrheit schloss sich dem Partito Socialista Italiano an, während die Gruppe um La Malfa der Partito Repubblicano Italiano beitrat.

## Bekannte Mitglieder
- Giorgio Agosti
- Giorgio Bassani
- Riccardo Bauer
- Norberto Bobbio
- Andrea Caffi
- Piero Calamandrei
- Guido Calogero
- Aldo Capitini
- Filippo Caracciolo di Castagneto
- Nicola Chiaromonte
- Carlo Azeglio Ciampi, Präsident der italienischen Republik (1999–2007)
- Tristano Codignola
- Enrico Cuccia
- Guido Dorso
- Francesco De Martino
- Enzo Enriques Agnoletti
- Vittorio Foa
- Alessandro Galante Garrone
- Ettore Gallo
- Aldo Garosci
- Leone Ginzburg
- Natalia Ginzburg
- Ada Gobetti
- Ugo La Malfa
- Carlo Levi
- Primo Levi
- Riccardo Lombardi
- Emilio Lussu
- Raffaele Mattioli
- Massimo Mila
- Ferruccio Parri, Ministerpräsident des Königreichs Italien (1945)
- Ernesto Rossi
- Manlio Rossi Doria
- Joyce Salvadori Lussu
- Gaetano Salvemini
- Altiero Spinelli
- Giorgio Spini
- Alberto Tarchiani
- Adolfo Tino
- Silvio Trentin
- Leo Valiani
- Franco Venturi
- Paolo Vittorelli
- Edoardo Volterra
- Bruno Zevi